# Stazione di Albonese
La stazione di Albonese è una stazione ferroviaria posta sulla linea Novara-Alessandria. Serve il centro abitato di Albonese.